# Cerkev sv. Marije Magdalene, Ruda
Rimskokatoliška župnijska cerkev Ruda (nemško Ruden) je pod patronatom svete Marije Magdalene in spada v dekanijo Velikovec v Krški škofiji. Nahaja se v istoimenski občini na avstrijskem južnem Koroškem v političnem okraju  Velikovec v Podjuni. 
Cerkev v Rudi je bila prvič omenjena v listini iz leta 1511. Verjetno izvira iz 12. stoletja. Cerkev je pod spomeniškim varstvom.
Do leta 1938 je bila uradno slovenska fara, danes je dvojezična. 

## Stavba
Cerkev je poznogotska, jedro ladje pa verjetno izvira iz romanskega obdobja. Kor je iz prve polovice 15. stoletja, ki ga podpirajo tristopenjski oporniki, je rahlo vdolben in precej višji od ladje. Južno od ladje, ki jo podpirajo dvostopenjski oporniki, je pritrjena dvonadstropna poznogotska zakristija, zahodno od nje pa preddverje na zidanih stebrih. Stolp na severni strani kora s tridelnimi zvočnimi odprtinami in osemkotnim koničastim stolpom krona krogla s križem in vremensko kljuko. Streha cerkve je pokrita s kamnitimi ploščami. 
V triladijski ladji se na žlebičaste stenske okraske z močnimi okroglimi servisi opira zvezdastorebrasti sklepnik iz začetka 16. stoletja. Triosna zahodna galerija ima zvezdasto rebrasti sklepnik in je razdeljena s korci in servisi na parapetni steni. Ogitalni, poševno oblikovani triumfalni obok povezuje ladjo s pevskim hribom. V dvonadstropnem prezbiteriju s petstebrnim zaključkom se na kapitelnih servisih dviga rebrasti sklepnik. Kor je osvetljen s štirimi dvokrilnimi okni s trapezom. V stolpno etažo s koničastim sodčastim sklepnikom vodi poševni portal, v dvonadstropno zakristijo z žlebičastim sklepnikom pa profiliran portal z vrati iz železne pločevine.
- Stolp z vremensko strelo
- Zvezdnatorebrasti sklepnik ladje

## Pohištvo
Baročni glavni oltar iz druge četrtine 18. stoletja ima v sredini kip cerkvenih svetnikov, ob njem pa sta baročna kipa svete Uršule in svete Odilije. Nad žrtvenimi portali stojita lika svete Helene in svetega Jurija. Votivna slika iz 19. stoletja v osrednjem delu prikazuje sveto Barbaro, ki je vzeta v nebesa. Na stranskih podstavkih sta podobi svetega Valentina in svetega škofa brez atributov. Oltar krona skupina angelov varuhov.
Levi stranski oltar, Marijin oltar iz druge četrtine 18. stoletja, vsebuje gotsko Madono z otrokom v osrednji niši in figuro svete Katarine v niši na vrhu. Na stranskih oltarjih sta med drugim upodobljena sveta Agata in sveti Janez Nepomuk.
Desni stranski oltar iz zadnje četrtine 17. stoletja prikazuje svetega Jožefa z dojenčkom Jezusom na oltarni sliki. Ob straneh sta podobi svetega Štefana in svetega Antona Padovanskega. V niši stoji gotski kip svetega Sebastijana (okoli leta 1500).
- Levi stranski oltar
- Desni stranski oltar

Današnji ambo z Marijinim monogramom je bil narejen iz košare nekdanje prižnice (zadnja četrtina 18. stoletja). Figure štirih evangelistov iz košare in Dobrega pastirja iz zvonika so pritrjene na južno steno kora. Evangelistom manjkajo atributi, zato jih ni mogoče identificirati po imenu.
Gotski krstilnik s struženim osmerokotnim koritom ima izrezljan lesen pokrov iz leta 1950.
V cerkvi so še gotska izrezljana figura svete Anežke iz okoli leta 1410, konzolna figura svete Margarete, baročna oljna slika svete Marije Magdalene, križev pot, baročne palice z Brezmadežno Marijo in angel s kandelabrom.
- Nekdanje figure iz prižnice
- Gotska krstilnica
- Sveta Anežka
- Postaje križevega pota

## Pokopališče
Neogotsko svetišče v obliki drevoreda v južni steni pokopališča vsebuje skupino križevega pota z naslikanimi figurami pomočnikov. Pogrebni prostor je bil zgrajen v letih 1984/85 po načrtih Gernota Kultererja.

## Spletne povezave
- https://www.kath-kirche-kaernten.at/pfarren/pfarre/C3266
- https://ruden.at/
- https://www.zrss.si/wp-content/uploads/2021/01/brosura-dvojezicnost-na-koroskem.pdf